# Spongiidae
Spongiidae é uma família de esponjas marinhas da ordem Dictyoceratida.

## Gêneros
- Coscinoderma Carter, 1883
- Hippospongia Schulze, 1879
- Hyattella Lendenfeld, 1888
- Leiosella Lendenfeld, 1888
- Rhopaloeides Thompson, Murphy, Bergquist e Evans, 1987
- Spongia Linnaeus, 1759